# Matana (miejscowość)
Matana – miasto w Burundi; w prowincji Bururi; 2 054 mieszkańców (2008). 